# Richard Wilhelm
Richard Wilhelm (Tübingen, 1873. május 10. – Stuttgart, 1930. március 2.; kínai neve pinjin hangsúlyjelekkel: Wèi Lǐxián; magyar népszerű: Vej Li-hszien; hagyományos kínai: 衛禮賢; egyszerűsített kínai: 卫礼贤) német sinológus, teológus és hittérítő.

## Élete
Richard Wilhelm misszionáriusként 25 évig élt Kínában. Sinológusi munkásságának eredményeképpen ismerhette meg a német nyelvű nagyközönség a kínai filozófia legjelesebb alkotásait. A Változások könyvének fordítását máig az egyik legpontosabb, leghitelesebb idegen nyelvű változatnak tartják. Ennek a művének, valamint az Arany virág titka című mű német fordítása kapcsán együtt dolgozott Carl Junggal, a neves svájci pszichiáterrel is. A fia, Hellmut Wilhelm ugyancsak sinológus lett, és a Washingtoni Egyetemen tanított.

## Főbb művei
- Tao Te King, Das Buch vom Sinn und Leben
- I Ging
- Das wahre Buch vom südlichen Blütenland
- Schulgespräche, Gia Yü
- Gespräche (Lun Yü), Gespräche. Jena, 1923
- Frühling und Herbst des Lü Bu Wei
- Li Gi. Das Buch der Sitte. Jena, 1921 (Berlin, 1958, 1980)
- Mong Dsi. Jena, 1921

## Magyarul
- A változások könyve. A legősibb kínai bölcsesség; átdolg. Richard Wilhelm, ford. Deseő László; Édesvíz, Bp., 1994 (Titkos tanok sorozat)
- Ji King. Változások könyve, 1-2.; eredeti kínai forrásokból összeáll., ford. Richard Wilhelm, ford. Pressing Lajos; Szenzár–Helikon, Bp., 2016